# Srikanto Acharya
Srikanto Acharya es un cantante, compositor y director musical indio, nacido en Calcuta, Bengala.

## Biografía
Srikanto nació en Calcuta, India, es hijo de Rohini Acharya Nandan y Acharya Kana. Su carrera artística comenzó cuando se matriculó en la academia de músic,a de Dakshinee. También recibió especialización en la Ustad Ali Ahmed Khan. Dejó su empleo profesional de comerciante, actualmente es propietario de una tienda de música antigua, pues lo que le convenció fue vender casetes de música de Sagarika. Recibió una llamada y le ofrecieron un contrato para cantar con un grupo de personas. 

## Discografía
Álbumes básicos
- Ami Noi
- Ghuri (Anandabazar Best Puja Album of the year 2004)
- Jibon Chhobi (Best Rabindrasangeet Music Award 2004)
- Yeh Chahat (Hindi)
- Nodir Chhobi Anki (Anandabazar Best Album of the year 2001)
- Bristi Tomake Dilam (Anandabazar Best Puja Album of the year 2000)
- Nil Dhribotara
- Kono Ekdin
- Nivrito Praner Debota
- Kachhei Achhi
- Hridoy Aamar
- Roudrochhaya
- Anubhobe Jenechhilem
- Smritir Soroni
- Apon Gaan
- Sanj Sakaler Robi
- Moner Janala
- Uttoron

Discos (Colaboraciones)
- Ganbela (com Lopamudra Mitra)
- Pather Saathi (con Rajeeb Chakraborty) (Disco Bengalí del año más vendido en 2003)[1]

 Cantante de Playback 
- Iti Mrinalini (2011)
- Noukadubi  (2011)
- Bangal Ghoti Phataphati (Unreleased)   (2009)
- Tomar Jonyo (2008)
- Antarotamo (2008)
- Mon Amour: Shesher Kobita Revisited (2008)
- Chalo Let's Go (2008)
- Khela (2008)
- Titli (2001)

Como Director Musical
- Krishnakanter Will